# Scaptesyle dentata
Scaptesyle dentata är en fjärilsart som beskrevs av Talbot. Scaptesyle dentata ingår i släktet Scaptesyle och familjen björnspinnare. Inga underarter finns listade.